# Festival cinematografico internazionale di Mosca 2005
La 27ª edizione del Festival cinematografico internazionale di Mosca si è svolta a Mosca dal 17 al 26 luglio 2005.
Il Giorgio d'Oro fu assegnato al film russo Kosmos kak predčuvstvie diretto da Aleksej Učitel'.

## Giuria
- Valentin Černych ( Russia - Presidente della Giuria)
- Nicola Piovani ( Italia)
- Ulrich Seidl ( Austria)
- János Kende ( Ungheria)
- Viktorija Tolstoganova ( Russia)
- Claire Denis ( Francia)

## Film in competizione
| Film                                        | Regista            | Nazione                                   |
| ------------------------------------------- | ------------------ | ----------------------------------------- |
| Bal-Kan-Kan                                 | Darko Mitrevski    | Macedonia, Italia, Regno Unito            |
| Paha maa                                    | Aku Louhimies      | Finlandia                                 |
| Gitarrmongot                                | Ruben Östlund      | Svezia                                    |
| Erkak                                       | Yusup Razykov      | Uzbekistan                                |
| Welcome Home                                | Andreas Gruber     | Austria                                   |
| Dear Wendy                                  | Thomas Vinterberg  | Danimarca, Germania, Francia, Regno Unito |
| La vita che vorrei                          | Giuseppe Piccioni  | Italia, Germania                          |
| Kosmos kak predčuvstvie                     | Aleksej Učitel'    | Russia                                    |
| Tabl-e bozorg zir-e pai-e chap              | Kazem Ma'asoumi    | Iran                                      |
| Nyfes                                       | Pantelis Voulgaris | Grecia                                    |
| La última luna                              | Miguel Littín      | Cile, Palestina, Messico                  |
| El desenlace                                | Juan Pinzás        | Spagna                                    |
| Otkradnati oči                              | Radoslav Spasov    | Bulgaria, Turchia                         |
| Le sourire d'Hassan                         | Frédéric Goupil    | Francia, Siria                            |
| A porcelánbaba                              | Péter Gárdos       | Ungheria                                  |
| Příběhy obyčejného šílenství                | Petr Zelenka       | Repubblica Ceca, Germania, Slovacchia     |
| Kidnapped - Il rapimento (The Chumscrubber) | Arie Posin         | USA                                       |

## Premi
- Giorgio d'Oro: Kosmos kak predčuvstvie, regia di Aleksej Učitel'
- Premio Speciale della Giuria: Aleksej Učitel', regia di Aku Louhimies
- Giorgio d'Argento:
  - Miglior Regista: Thomas Vinterberg per Dear Wendy
  - Miglior Attore: Hamid Farrokhnezhad per Tabl-e bozorg zir-e pai-e chap
  - Miglior Attrice: Vesela Kazakova per Otkradnati oči
- Giorgio d'Argento per il Miglior Film nella Competizione Prospettiva: How the Garcia Girls Spent Their Summer, regia di Georgina Riedel
- Premio Speciale per un eccezionale contributo al mondo del cinema: István Szabó
- Premio Stanislavskij: Jeanne Moreau